# John Giffard, 1. Baron Giffard

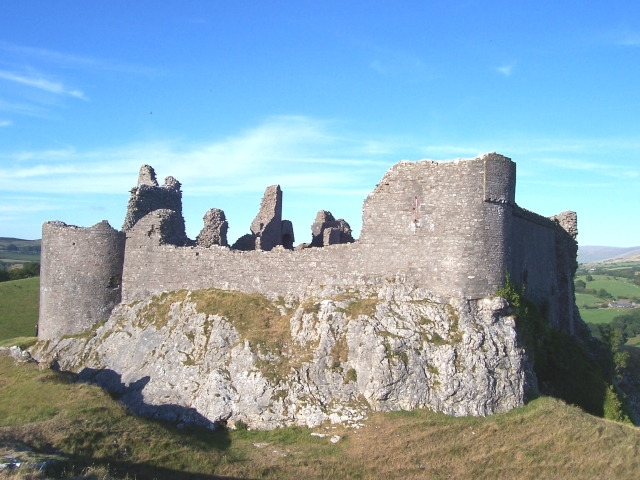
Das von John Giffard ausgebaute Carreg Cennen Castle

John Giffard, 1. Baron Giffard (* 19. Januar 1232; † 29. Mai 1299 in Boyton, Wiltshire) war ein englischer Adliger und Militär. Während der Adelsrebellion gegen König Heinrich III. und des Zweiten Kriegs der Barone hatte er erheblichen politischen Einfluss. Danach diente er König Eduard I. häufig als Militär und stieg zum Magnaten auf.

## Herkunft und Jugend
John Giffard entstammte der anglonormannischen Familie Giffard, sein Vorfahre Osbern Giffard war 1086 als Bruder von Walter Giffard, 1. Earl of Buckingham Herr von umfangreichen Besitzungen in Südwestengland, Oxfordshire und Gloucestershire gewesen. John Giffard war der älteste Sohn von Elias Giffard und von dessen zweiten Frau Alice de Maltravers, einer Tochter von John Maltravers. Sein Vater besaß Brimpsfield Castle als Lehen der Earls of Gloucester mit umfangreichen Besitzungen in Gloucestershire und Wiltshire. Nach dem Tod seines Vaters 1248 übernahm Königin Eleonore von der Provence bis zu seiner Volljährigkeit 1253 seine Vormundschaft einschließlich der Verwaltung seines Erbes. Giffard selbst wurde vermutlich am Hof von Simon de Montfort erzogen. Bereits mit 14 Jahren nahm Giffard 1246 am Feldzug von König Heinrich III. nach Nordwales teil. 1256 gehörte er zum Gefolge von John de Mucegros in Irland. Nach seiner Rückkehr sollte er zum Ritter geschlagen werden. Während des Englisch-Walisischen Kriegs ab 1256 kämpfte Giffard 1257 und 1258 in Südwales gegen den Vorstoß des walisischen Fürsten Llywelyn ap Gruffydd. Er gehörte dann zum Haushalt des Thronfolgers Eduard und nahm von 1260 bis 1261 in den Welsh Marches an weiteren Kämpfen gegen die walisischen Fürsten teil. 1262 musste er auf Druck der savoyardischen Verwandten des Thronfolgers zusammen mit anderen jungen Adligen dessen Haushalt verlassen. Dazu wurde ihnen verboten, an Turnieren teilzunehmen und offen Waffen zu tragen.

## Unterstützer der Adelsopposition von Simon de Montfort
Wie viele andere dieser jungen Adligen schloss sich Giffard daraufhin Simon de Montfort, 6. Earl of Montfort an, dem Führer der Adelsopposition gegen den König, zu dessen Zielen gehörte, den Einfluss von Ausländern wie den Savoyarden am Königshof zu begrenzen. Giffard wurde rasch einer der Führer der rebellischen Adligen. 1263 plünderte er die Besitzungen des königstreuen Roger Mortimer, was zu einer lebenslangen Gegnerschaft zwischen den beiden führte. Am 11. Juni 1263 gehörte er mit Humphrey V. de Bohun, Roger de Clifford und Gilbert de Clare zu den Adligen, die Peter D’Aigueblanche, den aus Savoyen stammenden Bischof von Hereford, aus der Kathedrale von Hereford drängten und gefangen nahmen. Für dieses Verbrechen wurde er am 20. Februar 1264 von Bonifatius von Savoyen, Erzbischof von Canterbury exkommuniziert. Im Juni oder Juli 1263 stürmte er zusammen mit Roger de Clifford nach heftiger Belagerung das königliche Gloucester Castle. Nachdem der König am 21. Juli 1263 den Forderungen der Rebellen nachgegeben und Montfort die Regierung übernommen hatte, übertrug er Giffard die Verwaltung des königlichen Forest of Dean und von St Briavels Castle. Im Dezember 1263 wurde er verantwortlich für die Sicherung der südlichen Welsh Marches einschließlich Gloucestershire, Worcestershire und Herefordshire. Doch bereits im selben Monat nahm er wieder Kontakt zu seinem früheren Dienstherrn Lord Eduard auf, was möglicherweise durch Montforts Verhandlungen mit Fürst Llywelyn bedingt wurde. Während viele seiner ehemaligen Gefährten jedoch wieder in den Dienst des Thronfolgers traten, lehnte Giffard nach Weihnachten 1263 dessen Angebot ab und blieb im Dienst Montforts.

## Rolle während des Zweiten Kriegs der Barone
Zu Beginn der offenen Kämpfe des Zweiten Kriegs der Barone überfiel er Anfang 1264 Güter von Unterstützern des Thronfolgers in den südlichen Welsh Marches und unterstützte Montfort bei der Eroberung der Stadt Gloucester, als er als walisischer Händler verkleidet eines der Stadttore besetzen und den Truppen Montforts öffnen konnte. Die erneute Eroberung von Gloucester Castle misslang jedoch, und als im Februar 1264 Lord Eduard zum Entsatz anrückte, mussten sich Montfort und Giffard aus der Stadt zurückziehen. Im April 1264 eroberte Giffard Warwick Castle und nahm den Earl of Warwick gefangen. Danach nahm er im Gefolge Montforts an der Schlacht von Lewes teil, in der er kurzzeitig in Gefangenschaft der Anhänger des Königs geriet. Er wurde jedoch wieder befreit und konnte seinerseits William de la Zouche gefangen nehmen. Unmittelbar nach der Schlacht wechselte Giffard in den Dienst von Gilbert de Clare, 3. Earl of Gloucester, dem mächtigsten Adligen der südlichen Welsh Marches. Dies führte zu Spannungen mit Montfort, auch wegen der Aufteilung des Lösegelds, dass Zouche zahlen musste. Giffard unterstützte Thomas de Clare, einen Bruder von Gilbert, als es zu Geplänkeln mit den Söhnen Montforts kam. Ein Turnier in Dunstable, bei dem im Februar 1265 der Streit ritterlich geklärt werden sollte, wurde verboten. Darauf zogen sich Giffard und Clare in die südlichen Welsh Marches zurück, wo sie eine Streitmacht im Forest of Dean sammelten. Zusammen mit Clare schloss sich Giffard dem Ende Mai aus der Gefangenschaft Montforts entkommenen Lord Eduard an. Giffard besetzte das Tal des Severn und stand im Juni 1265 an der Spitze der Truppen, die bei der Eroberung von Gloucester die Stadtmauern stürmten. Anfang August 1265 nahm er an der Schlacht von Evesham teil, in der Montfort eine vernichtende Niederlage erlitt. Giffard konnte in der Schlacht mehrere Anhänger Montforts gefangen nehmen, die ihm für ihre Freilassung hohe Lösegelder zahlen mussten. Dazu erhielt er umfangreiche Ländereien, die den besiegten Rebellen abgenommen wurden. Er selbst wurde für seine zeitweilige Unterstützung Montforts von König Heinrich III. begnadigt und blieb bis 1270 Verwalter des Forest of Dean. Clare dankte ihm mit der lebenslangen Übertragung von Burford in Oxfordshire und Badgeworth in Gloucestershire. Das durch die Lösegelder gewonnene Bargeld erlaubte Giffard, selbst Geld zu verleihen. Er selbst war in den nächsten Jahren selten am Königshof, so dass er an politischer Bedeutung vor. Der Grund hierfür ist unklar, doch möglicherweise zog er sich einfach auf seine Ländereien zurück und ging seiner bekannten Jagdleidenschaft nach.

## Aufstieg zum Marcher Lord in Wales
Im Oktober 1271 verursachte Giffard einen Skandal, als er die verwitwete Maud Longespée, die Tochter und Erbin von Sir Walter de Clifford aus Glasbury angeblich gegen ihren Willen aus ihrem Gut in Canford in Wiltshire entführte und heiratete. Offensichtlich hatte er mit der reichen Witwe bereit über eine Heirat verhandelt, doch die Verhandlungen zogen sich scheinbar hin, so dass Giffard die Geduld verlor. Heinrich III. verurteilte ihn zur Zahlung einer hohen Strafe, konnte dann jedoch überzeugt werden, die Heirat zu genehmigen. Damit kam Giffard in den Besitz des Clifford-Erbes, wozu Bronllys und Glasbury Castle in Brecknockshire und Güter in Shropshire gehörten. Aufgrund dieser Herrschaften in Südwales gehörte Giffard nun selbst zu den Marcher Lords.

## Beteiligung an der Eroberung von Wales
Am 24. April 1274 schloss Giffard als Beauftragter von Humphrey de Bohun, 2. Earl of Hereford in Brecknockshire einen Waffenstillstand mit Fürst Llywelyn ap Gruffydd. Nach dem ersten Feldzug von König Eduard I. gegen Wales, an dem er aktiv teilnahm, erhielt er vom König die Commotes Perfedd und Hirfryn in Südwestwales, die der walisische Lord Rhys Wyndod abtreten musste. Diese Ländereien wurden auch von Rhys Wyndods Verwandten Rhys ap Maredudd beansprucht, weshalb es zwischen Rhys ap Maredudd und Giffard zu einem langjährigen Rechtsstreit kam. Während des zweiten Feldzugs von Eduard I. gegen Wales sprach ihm der König Llandovery Castle zu, das jedoch am 14. April von Gilbert de Clare erobert worden war. Gilbert de Clare musste ihm die Burg dennoch übergeben. Am 14. Oktober wurde er Constabler von Builth Castle. Gegen Ende des Jahres verteidigte er in Mittelwales Builth gegen den Vorstoß von Llywelyn ap Gruffydd und gehörte mit zu der englischen Streitmacht unter Roger Lestrange und Edmund Mortimer, die Llywelyns Streitmacht bei Builth stellte. Llywelyn selbst wurde am 11. Dezember in dem Gefecht bei Orewin Bridge getötet, womit der walisische Feldzug entschieden war. Der König dankte ihm mit der Herrschaft Iscennen mit Carreg Cennen Castle in Cantref Bychan. 1290 wurde ihm lebenslang die Verwaltung von Dinefwr Castle übertragen. Dennoch musste er 1297 die Burg an Walter de Pedeston übergeben.

## Weiterer Dienst als Militär und letzte Jahre
Nach der Eroberung von Wales kam es über Iscennen zu einer Fehde Giffards mit Humphrey de Bohun, 3. Earl of Hereford, da dieser während des Krieges Iscennen erobert hatte und so das Gebiet für sich beanspruchte. Erst 1289 sprach ein Schiedsspruch des Königs Iscennen endgültig Giffard zu. Giffards Streit mit Rhys ap Maredudd über Perfedd und Hirfryn war 1287 mit ein Auslöser für die Rebellion von Rhys gegen den König. Während des walisischen Aufstands von 1294 verteidigte er zusammen mit dem Earl of Hereford Mittelwales und konnte nach vier vergeblichen Versuchen schließlich im November das belagerte Builth Castle entsetzen. Danach gehörte er zum englischen Heer, dass im Französisch-Englischen Krieg ab 1294 die Gascogne verteidigen sollte. Dabei sollte er die Burg von Podensac südlich von Bordeaux verteidigen, die er aber ohne große Gegenwehr einem französischen Heer unter Karl von Valois übergab. Dabei handelte er für die englische Garnison freien Abzug aus, während er die ebenfalls zur Besatzung gehörenden Ritter aus der Gascogne der Gnade der Eroberer überließ. Dies sorgte verständlicherweise für Aufruhr unter den Adligen aus der Gacogne. Der Marshal der englischen Armee, Ralph Gorges, wollte Giffard nun vor Gericht stellen, was nun zur Meuterei von Giffards Soldaten führte. Danach kehrte Giffard nach England zurück. Trotz seines Misserfolgs in der Gascogne behielt er die Gunst des Königs und nahm an Ratsversammlungen und Parlamenten teil, weshalb er als Baron Giffard gilt. 1292 hatte er der Ratsversammlung angehört, die in Berwick über die Thronfolge in Schottland beraten hatte. Als Angehöriger des Kronrats während des Feldzugs des Königs nach Flandern 1297 war er wahrscheinlich an der Formulierung der Confirmatio Cartarum, einer Bestätigung der Magna Carta beteiligt. Er starb auf einem seiner Güter in Wiltshire und wurde am 11. Juni 1299 in Malmesbury Abbey beigesetzt.

## Persönlichkeit
Von seinen Zeitgenossen wird Giffard als tapferer und geschickter Krieger, aber auch als kluger und besonnener Mann geschildert. Auch im fortgeschrittenen Alter blieb er ein aktiver Militär und nahm 1274 als 42-Jähriger mit großem Gefolge an einem Turnier in Newark teil. Dazu galt er als begeisterter Jäger, der nicht nur auf seinen eigenen Gütern, sondern auch verbotenerweise in königlichen Forsten jagte. 1283 oder 1284 stiftete er Gloucester Hall in Oxford. Diese Niederlassung an der Universität Oxford sollte Mönchen der von Giffards Familie erheblich geförderten Gloucester Abbey ein Studium ermöglichen.

## Ehen und Nachkommen
Bereits im Alter von vier Jahren war Giffard von seinen Eltern in Arrow in Warwickshire mit der gleichaltrigen Alberada (auch Aubrée) de Canville, einer Tochter von Thomas de Canville aus Arrow verlobt worden. Er heiratete jedoch seine Verlobte nicht, die schließlich als Nonne in ein Kloster eintrat. Mit seiner ersten Frau Maud de Clifford, die er 1271 geheiratet hatte, hatte er mehrere Töchter, darunter:
1. Katherine ⚭ Nicholas Audley, 1. Baron Audley of Heleigh
2. Eleanore ⚭ Fulk Lestrange, 1. Baron Strange of Blackmere
3. Maud ⚭ William de Geneville

Nach dem Tod seiner ersten Frau 1282 heiratete er in zweiter Ehe Alicia Maltravers, die Ehe blieb kinderlos. In dritter Ehe heiratete er 1286 Margaret de Neville († 1338), die Witwe von John de Neville († 1282). Mit ihr hatte er einen Sohn, John (1287–1322). Nach seinem Tod erbten seine Töchter die Besitzungen der Familie Clifford von ihrer Mutter, die sie untereinander aufteilten. Sein Sohn wurde zum Erben von Brimpsfield und der anderen Güter Giffards, er blieb jedoch bis 1308 unter Vormundschaftsverwaltung.